# 勒特格斯比特尔
勒特格斯比特尔是德国下萨克森州的一个市镇。总面积10.83平方公里，总人口2280人，其中男性1147人，女性1133人（2011年12月31日），人口密度211人/平方公里。